# Jacques Wély
André-Jacques Marie Videcoq-Wély dit Jacques Wély, né le 21 mai 1873 à Paris et mort le 18 juin 1910 à Meudon, est un artiste peintre, dessinateur caricaturiste et illustrateur français, l'un des plus prolifiques de la Belle Époque.

## Biographie

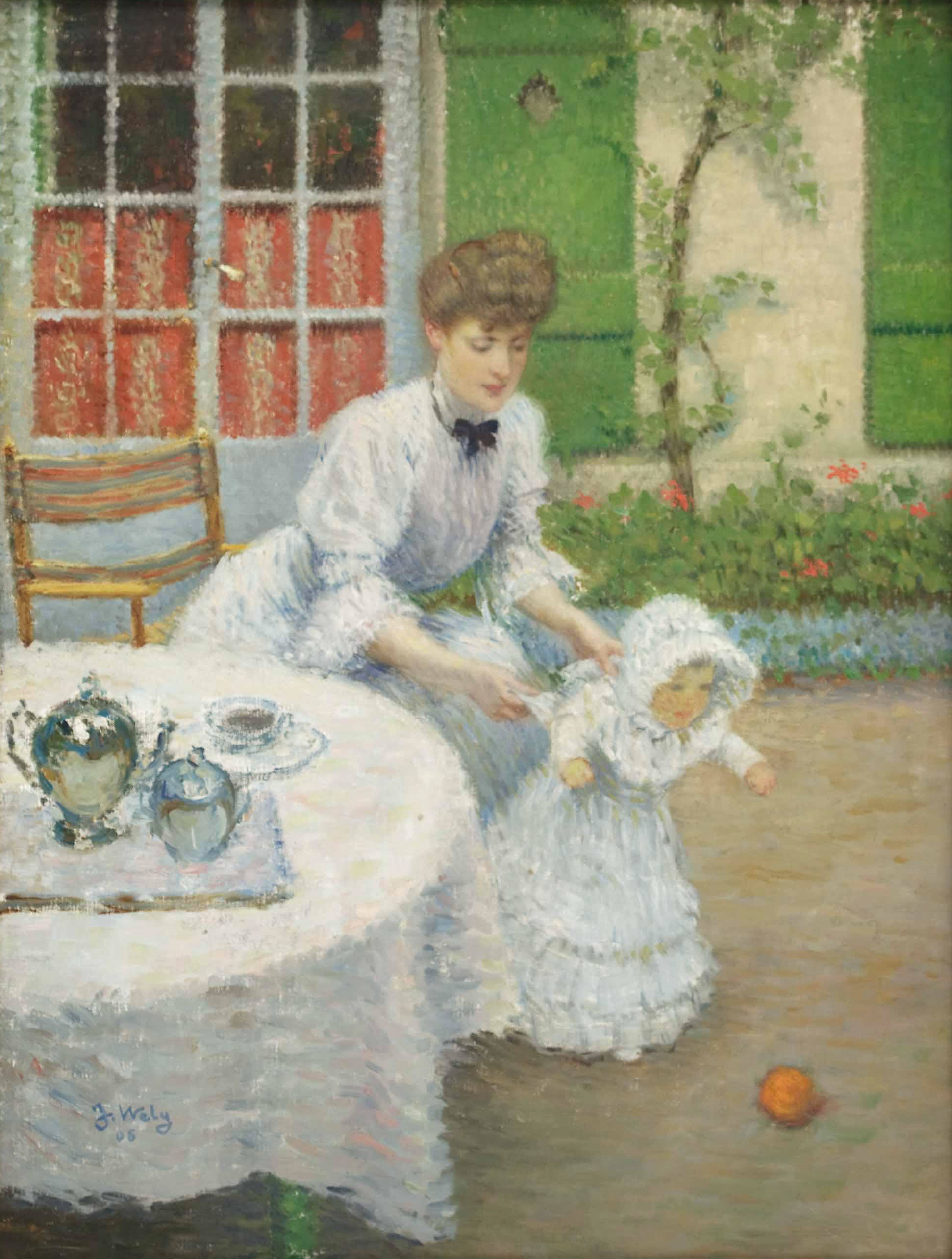
Mère et sa fille jouant à la balle (huile sur toile, 1906).

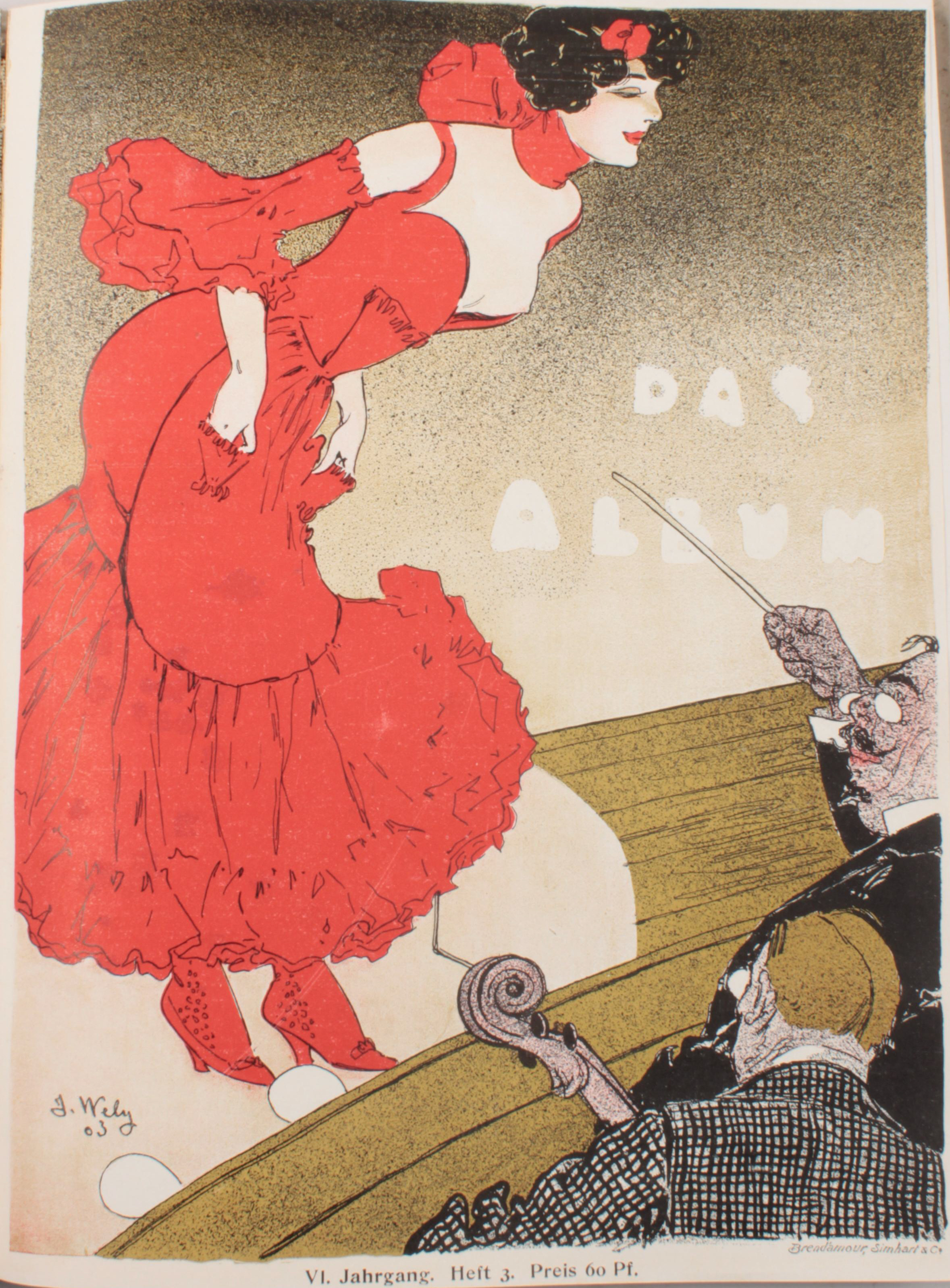
Couverture pour Das Album (1903).

Fils d'un négociant, Jacques Wély, naît le 21 mai 1873 dans le 19e arrondissement de Paris.
Après avoir tenté une carrière commerciale en Chine, il signe en 1896 à Paris ses premiers dessins « Made » puis rencontre Edmond Vernier qui signe « Dola » : le duo produit alors des illustrations sous le nom de « Madola » destinées à des livrets d'opérettes, qu'ils produisent d'abord dans leur atelier lithographique. Entre 1897 et 1904, sous le seul nom de plume « Jacques Wély », il exécute un certain nombre de couvertures de partitions, entre autres pour l'éditeur parisien Enoch.
Vers la même époque, il livre un nombre de plus en plus important de caricatures à la plupart des journaux satiriques et légers. Il s'engage également dans la production de tableaux, proposant par exemple 12 toiles au Salon des humoristes en 1909. Membre de la Société nationale des beaux-arts, ses gouaches montrent des scènes de couple humoristiques ou tendres, des portraits de femmes, quelques natures mortes, qui s'inscrivent parfois dans la lignée du postimpressionnisme. 
En 1908, il ouvre un nouvel atelier à Montfort-l'Amaury, mais, atteint de tuberculose, il meurt deux ans plus tard, le 18 juin 1910 en son domicile de Meudon. Il est inhumé dans le cimetière des Longs-Réages de Meudon (division B).
Illustrateur pour les maisons d'édition et de presse Rouff, Albin Michel, Jules Tallandier et Pierre Lafitte, il devient un caricaturiste incontournable de leurs périodiques.

### Vie privée
Il est le petit-fils de Louis James Alfred Lefébure-Wély,  le neveu de Paul Brunat et le gendre d'Amilcare Cipriani.[réf. nécessaire].

## Œuvre

### Affiches
- Théâtre Cluny, Les Demoiselles des St Cyriens, musique de Louis Varney, Ateliers J. Wely et G. Dola, 1898.
- Le Vésinet Villégiature parisienne Terrains à vendre, 1899.
- Cognac Jules Robin et Cie, 1901.
- Roméo et Juliette, grand roman inédit par Jules Cardoze, Jules Rouff - voir sur Gallica.

### Ouvrages illustrés
- Alphonse Daudet, Le Petit Chose, Paris, Paul Lafitte, [1909]
- Edmond de Goncourt, Les Frères Zemganno, Paris, éd. Pierre Lafitte, coll. Idéal-bibliothèque
- Jules Sandeau, Mademoiselle de la Seiglière, Paris, éd. Pierre Lafitte, coll. Idéal-bibliothèque
- Edgar Poë, Histoires extraordinaires,Paris, éd. Pierre Lafitte, coll. Idéal-bibliothèque
- A. Theuriet, Le fils Maugars, Paris, éd. Pierre Lafitte, coll. Idéal-bibliothèque
- H.G. Wells, L'étrange aventure de M. Hoopdriver, Paris, éd. Pierre Lafitte, coll. Idéal-bibliothèque
- A. Lavedan, Mon neveu.
- Camille Mauclair, Ames bretonnes..

### Partitions
- Au temps passé : danse ancienne pour piano par Rodolphe Berger, Enoch, 1897 sur Gallica.
- Polka des veinards : cou-cou pour piano par Gabriel Allier, Paris, Ista-Beausier, [1897].
- A nos lèvres !, paroles de Paul Rosario,  musique de Ferdinand Raynal, Enoch, 1898 sur Gallica.
- Oui ! tu mentais !, paroles de F. Lémon-Saint Cyr et musique de Rodolphe Berger, Paris, E. Coutarel, [1898].
- Casino-valse : piano seul d'Adolphe Bourdeau, Paris, Poulalion, [1899].
- Cendrillon : suite de valses sur le conte de fées de Jules Massenet par Jacques-Albert Anschütz, Paris, Heugel, 1899.

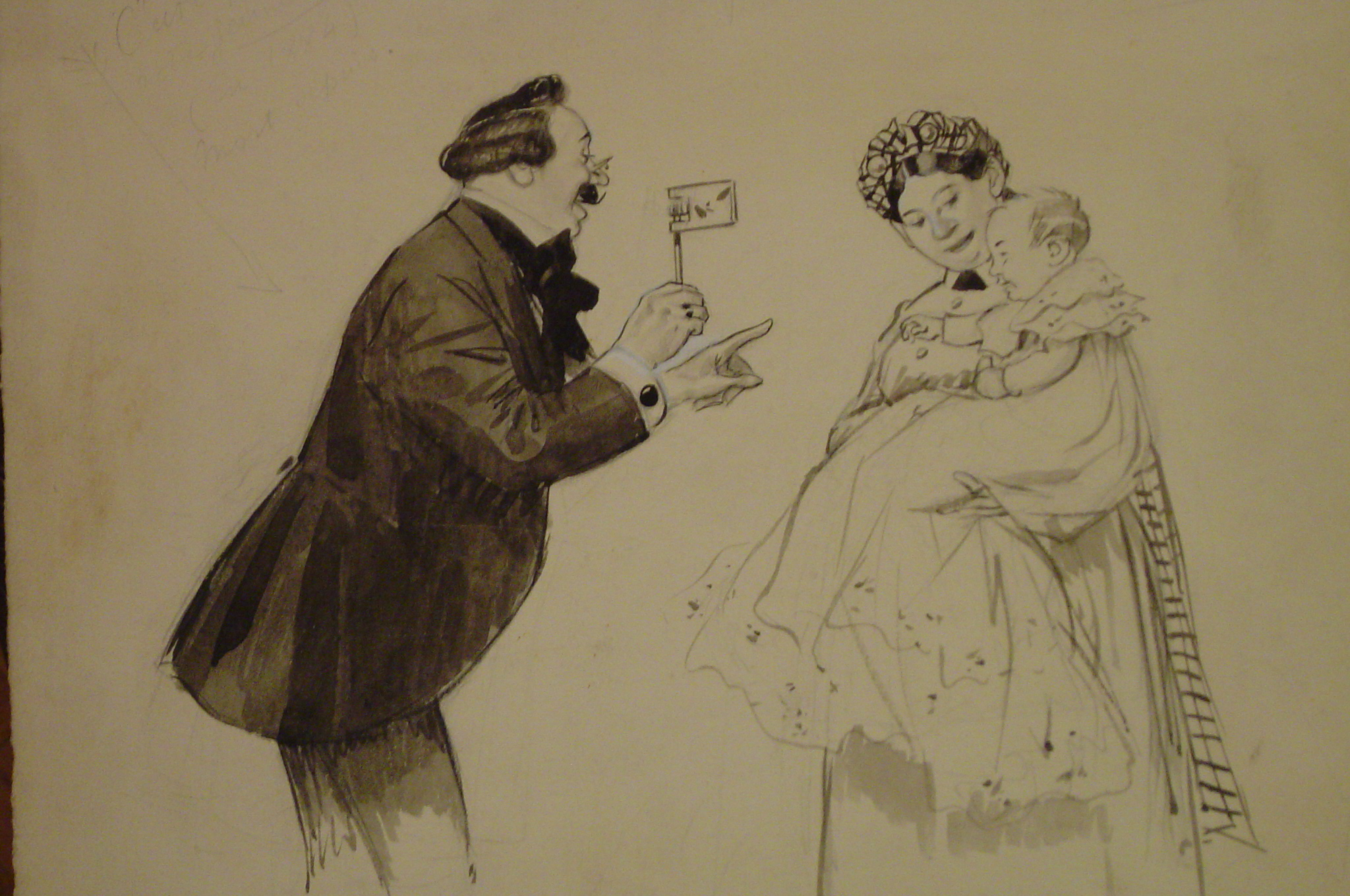

- Polka-trompette par José Bussac, Paris, Poulalion, [1899]
- Clairon-polka par José Bussac, Paris, Poulalion, [1899].
- Valse du rire et des larmes, par J.-A. Anschütz sur l'opérette Le fiancé de Thylda de Louis Varney, Paris, Heugel, 1900.
- La faute des roses, valse lente arrangée pour piano à 4 mains par Rodolphe Berger, Paris, Enoch, 1903.
- Ma tête, paroles et musique de Gaston Secretan pour Yvette Guilbert, Paris, Enoch & Cie, [s.d.].

### Revues et magazines
La Vie parisienne, La caricature, Cocorico, Femina, Comœdia, Je sais tout, Le Rire, Fantasio, Le Frou-frou, L'Assiette au beurre, Le Journal pour tous, Lectures pour tous, Le Mois gai, Sans-Gêne, Le Sourire, La Vie en rose, Paris-Vivant et L'Album (coédition entre Tallandier et Das Album Monatsschrift für Pariser Kunst und Literatur, Leipzig, 1903-1906).